# Alto Sobrarbe
Alto Sobrarbe fue un antiguo municipio de la provincia de Huesca, en Aragón en España, que se localizaba en la comarca altoaragonesa de Sobrarbe. El ayuntamiento se encontraba en la localidad de Arcusa, principal población. Se fusionó con el antiguo municipio de Aínsa para formar el actual municipio de Aínsa-Sobrarbe.

## Historia
El municipio surgió en 1969, de la necesidad de reagrupar la población de los núcleos del Viello Sobrarbe que se estaban despoblando a pasos agigantados. Para formar este municipio se unieron los antiguos municipios de Arcusa, Sarsa de Surta, Olsón y Santa María de Buil. Desapareció como municipio autónomo en el año 1976, cuando se fusionó con el antiguo municipio de Aínsa, dando como resultado el actual municipio de Aínsa-Sobrarbe, con cabecera en la villa del Cinca.
La sede del antiguo ayuntamiento en la localidad de Arcusa, a día de hoy, es un centro sociocultural gestionado por el ayuntamiento de Aínsa-Sobrarbe.

## Demografía
| Gráfica de evolución demográfica de Alto Sobrarbe entre 1970 y 1970 |
| |
| Población de derecho según los censos de población del INE Población de hecho según los censos de población del INEEntre el censo de 1981 y el anterior, este municipio desaparece porque se agrupa en el municipio Aínsa-Sobrarbe Entre el censo de 1970 y el anterior, aparece este municipio porque se fusionan los municipios Arcusa, Olsón, Sarsa de Surta y parte de Sta.M de Bull |

Datos demográficos del antiguo municipio de Alto Sobrabe según el INE.
| --            | -- | -- | -- | 427 | -- | -- | -- | -- |
| (Fuente: INE) |    |    |    |     |    |    |    |    |